# Maria da Glória (navio)
O FV Maria da Glória foi um dos onze navios de bandeira portuguesa afundados pela Marinha de guerra alemã durante a Segunda Guerra Mundial. Comandado pelo Capitão Sílvio Pereira Ramalheira, a embarcação pesqueira foi afundada em 5 de junho de 1942 pelo submarino U-94 da Kriegsmarine. Durante o ataque do U-94, 36 tripulantes do Maria da Glória foram mortos enquanto que 8 tripulantes conseguiram deixar o navio em um dos dóris da embarcação.

## Embarcação
Construído no estaleiro do mestre Mónica, na Gafanha da Nazaré entre meados de 1919 e 1921, a embarcação era um lugre de 3 mastros, de 37,54 m de comprimento e boca de 9,20 m. Em 1937 foi reformado e ampliado para 39,45 m de comprimento, além de receber um motor diesel auxiliar. 

## História
O lugre foi entregue ao seu primeiro armador (desconhecido) em 1921, tendo recebido o nome Portugália. Empregada na pesca de bacalhau, a embarcação foi negociada em 1927 com a Empresa União de Aveiro, Lda.

## Ataque
A embarcação de bandeira portuguesa zarpou das águas do Tejo em 19 de maio de 1942. Na noite de 5 de junho, quando navegava rumo a Groelândia, a tripulação do Maria da Glória foi surpreendida às 22h10 por tiros de canhão. O capitão Ramalheira ordenou que o Maria da Glória navegasse na direção do som dos canhões, enquanto que uma bandeira portuguesa era içada e iluminada. A embarcação também ostentava enormes bandeiras portuguesas no casco, de forma que sua identificação como navio de Portugal (nação neutra) era bem simples. Isso, porém, não demoveu o navio agressor de sua missão. Os tiros de canhão continuaram, com maior intensidade até que os primeiros projéteis atingiram o Maria da Glória e causam um incêndio a bordo, matando 36 pessoas a bordo. e ferindo outros. Nesse momento, é dada a ordem de evacuação do navio em chamas, feita sob uma chuva de projéteis. Apenas um dóri é lançado ao mar, abrigando 8 tripulantes (incluindo o capitão). Enquanto viam o navio afundar as 22h50, divisaram a figura de um submarino negro, sem marcações. Os oito sobreviventes ficaram a deriva em um dóri até serem resgatados no dia seguinte pelo navio estadunidense USS Sea Cloud (IX-99).

## Reações
A notícia do ataque chegou a Portugal algumas semanas depois, quando o capitão Ramalheira enviou carta ao ministro da marinha comunicando o fato. Posteriormente, o submarino desconhecido foi identificado, sendo o u-boat U-94, comandado pelo Kapitänleutnant Otto Ites. A imprensa portuguesa protestou contra o afundamento da embarcação e o desaparecimento de 36 marinheiros.

## Consequências
Alguns meses mais tarde, quando navegava no mar do Caribe ao sul do Haiti, o U-94 seria afundado por uma força tarefa canadense-americana.